# Muzeum Nauk o Ziemi w Sosnowcu
Muzeum Nauk o Ziemi w Sosnowcu – muzeum uniwersyteckie, działające w ramach Wydziału Nauk Przyrodniczych Uniwersytetu Śląskiego z siedzibą w Sosnowcu. Jego siedzibą jest gmach Wydziału (tzw. „Żyleta”).

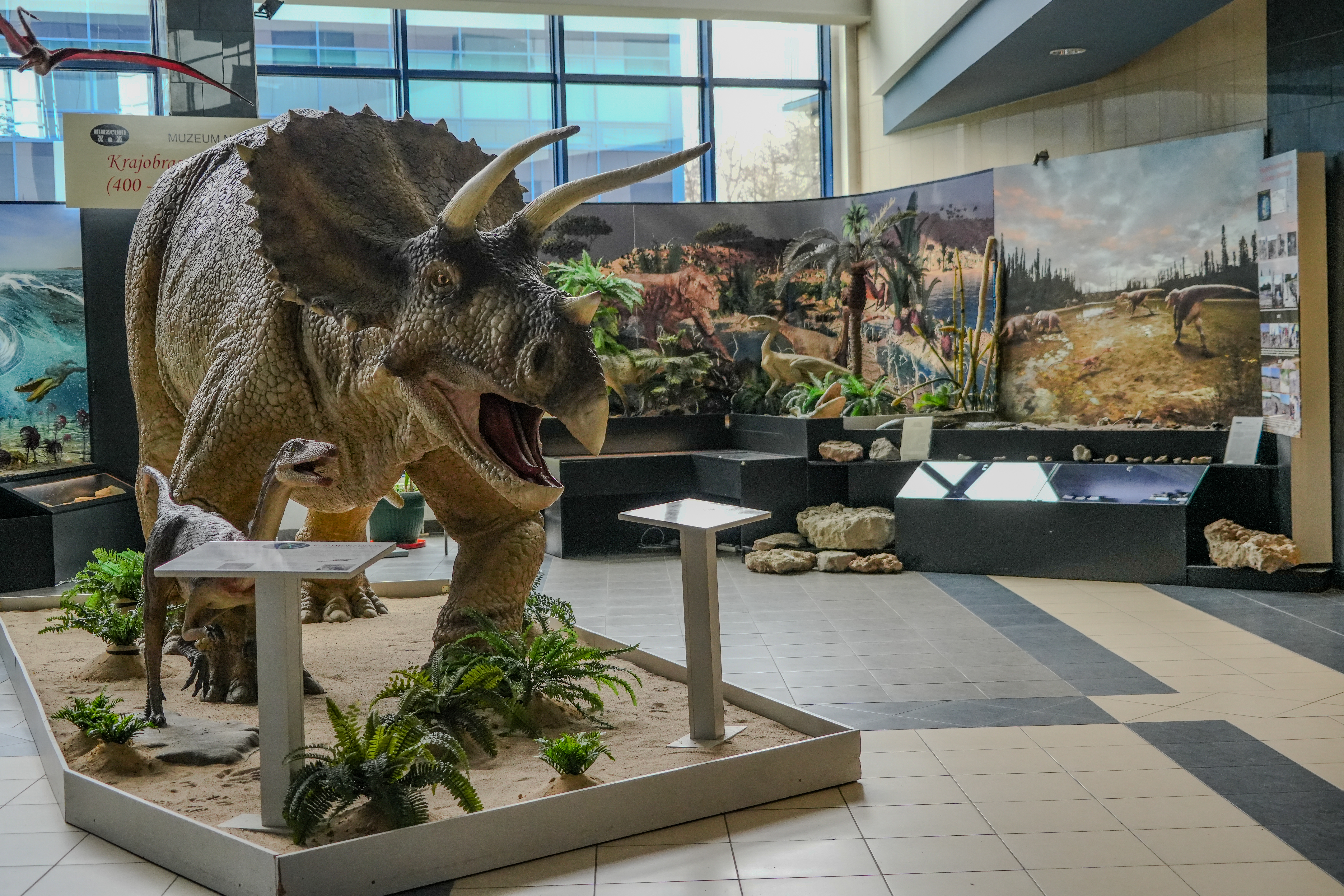
Ekspozycja we wnętrzu Muzeum Geologicznego (2024)

Muzeum zostało powołane Zarządzeniem Rektora Uniwersytetu z dnia 28 października 1994 roku z inicjatywy grupy pracowników Wydziału, na czele z prof. dr hab. Łukaszem Karwowskim. Do 2003 roku placówka nie posiadało stałej siedziby, wobec czego jego działalność ograniczała się do wystaw czasowych. O okresie tym dokonywano również zakupu eksponatów, m.in. z Muzeum im. Fersmana w Moskwie. W 2003 roku, w związku z oddaniem do użytku nowego budynku, placówka otrzymała salę, w której urządzono ekspozycje. Regularną działalność muzeum rozpoczęło w 2005 roku.

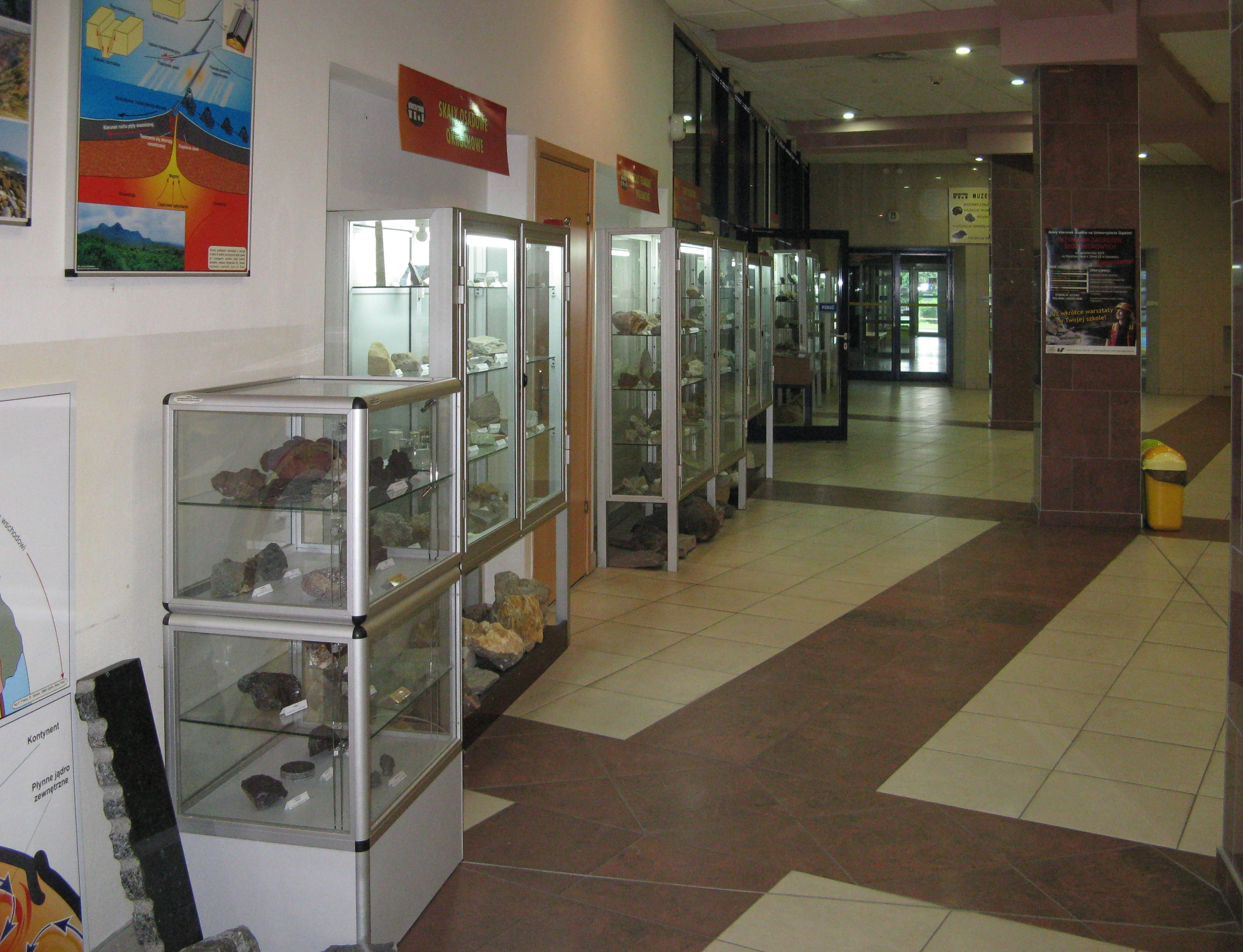
Fragment ekspozycji (2018)

Aktualnie w ramach wystaw, prezentowane są eksponaty z dziedzin: geologii, antropologii i paleontologii. Muzeum prezentuje następujące ekspozycje stałe:
- „Minerały – klejnoty ziemi” (usytuowana w holu głównym budynku Wydziału),
- „Meteoryty – goście z kosmosu”, poświęcona m.in. meteorytowi Sołtmany,
- „Krajobrazy regionu sprzed 200 milionów lat”, w ramach której prezentowane są wystawy (dioramy):
  - „W świecie śląskich pradinozaurów – Krasiejów”,
  - „W krainie Smoka – Zawiercie",
  - „Notozaury (Mikołów – Żyglin – Sosnowiec)”
  - „Geneza paliw kopalnych” (usytuowana w holu głównym budynku Wydziału),
- „Ewolucja pióra”,
- „Pomiędzy Ewą a Nami"
- „Pochodzenie skał magmowych”.

Ponadto prezentowane są modele dinozaurów: triceratopsa i celofyza (hol Wydziału) oraz tyranozaura (na zewnątrz budynku). Oprócz działalności wystawienniczej, placówka prowadzi działalność oświatową (lekcje muzealne) oraz naukową (obozy poszukiwawcze).
Muzeum jest czynne w dni robocze.